# Synagoga w Cisnej
Synagoga w Cisnej – nieistniejąca synagoga znajdująca się w Cisnej przy głównym skrzyżowaniu wsi, w miejscu, gdzie obecnie znajduje się motel.
Data powstania synagogi nie jest jasna. Wiadomo, że istniała w okresie międzywojennym. Także wojenne losy tego drewnianego budynku nie są znane z wyjątkiem tego, że nie przetrwał do chwili obecnej. Został zniszczony przez Niemców w czasie II wojny światowej lub uległ zagładzie podczas powojennych walk z UPA.